# Gary Jameson
Gary Jameson (...) è un ex nuotatore britannico.

## Palmarès
- Mondiali

Cali 1975: argento nella 4x200m stile libero.